# Ostmark (Eerste Wereldoorlog)

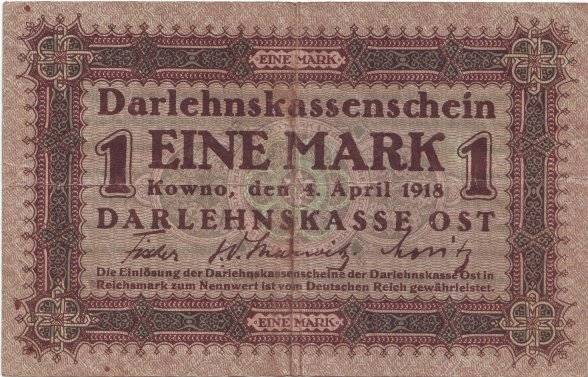
De Ostmark

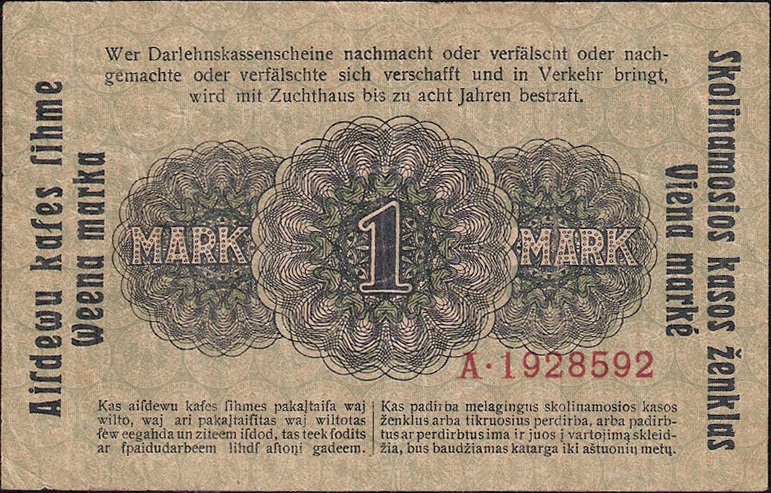
Achterzijde van de Ostmark

Ostmark is de naam van een munteenheid die werd gebruikt in een deel van Rusland dat tijdens de Eerste Wereldoorlog was bezet door  Duitsland. De bankbiljetten werden op 4 april 1918 uitgegeven door de ‘Darlehnskasse’ in Kowno (Kaunas) en waren bedoeld voor het Gebiet des Oberbefehlshabers Ost (dat toen bestond uit het huidige Estland, Letland, Litouwen en noordelijk Wit-Rusland). De Ostmark werd gelijkgesteld aan de Duitse mark, die trouwens ook geldig was in het gebied. Daarnaast circuleerden nog de oude munt, de Russische roebel, en de zogeheten Ostrubel, die de Duitsers in 1916 hadden aangemaakt om de schaarste aan roebels te bestrijden. Twee (Ost)marken werden gelijkgesteld aan één (Ost)roebel.

## Denominaties
De volgende bankbiljetten waren in omloop:
- ½ Mark;
- 1 Mark;
- 2 Mark;
- 5 Mark;
- 20 Mark;
- 50 Mark;
- 100 Mark;
- 1000 Mark.

De achterkant van de ‘Darlehnskassenscheine’ droeg een waarschuwing tegen het namaken van de biljetten in het Duits, Lets en Litouws.

## Nasleep
Na de Eerste Wereldoorlog werden de Ostmark en de Ostrubel doorgebruikt in het onafhankelijke Litouwen tot 1 oktober 1922, toen ze werden vervangen door de litas. De namen skatikas and auksinas werden gebruikt voor Pfennig en Mark, bijvoorbeeld op postzegels. De reden voor de vervanging was de nog steeds bestaande koppeling aan de Duitse mark, die toen al aan hevige inflatie onderhevig was (die in 1923 zou ontaarden in hyperinflatie). De litas was gekoppeld aan de Amerikaanse dollar.

## Opmerking
De Oost-Duitse mark, die bestond tussen 1948 en 1990, wordt ook wel Ostmark genoemd.